# Charles Wood (chimiste)
Pour les articles homonymes, voir Charles Wood et Wood.
Charles Wood (né en 1702 à Wolverhampton – mort en octobre 1774 à Merthyr Tydfil) est un maître de forge anglais qui parvint à isoler dans les minerais de rebut des mines d'argent un métal particulier, le platine. Avec son frère, il découvrit le moyen de produire du fer forgé à partir de fonte brute par martelage, et construisit les forges de Cyfarthfa.

## Biographie

### Maître de forges
Charles Wood était le septième des quinze enfants du maître de la Monnaie de Wolverhampton, William Wood et de sa femme Margaret Molyneux, fille d’un maître-fondeur du pays. William Wood fut apprenti dans les ateliers de son beau-père jusqu’à ce qu'en 1715 il soit reçu maître de forges ; il obtint alors un privilège pour battre les monnaies de cuivre pour l’Irlande. C'était aussi un homme d'affaires qui n'hésita pas à convertir ses ateliers en société par actions même à l’époque du krach de 1720. Au cours des années suivantes, il imagina un premier procédé pour fabriquer du fer forgé et tenta de l'exploiter par une franchise appelée Compagnie des Forges de Grande-Bretagne ; toutefois, cette technique (qu’il avait développée à Frizington, dans le Cumberland) produisait trop peu de métal, et il est probable que l'affaire devint déficitaire.
Charles Wood et ses frères héritèrent de l’entreprise de leur père, mais celle-ci était au bord de la banqueroute, et en 1733 ils firent eux-mêmes faillite.

### Séjour aux Amériques: la découverte du platine
Charles Wood partit pour les Carolines afin d'y rétablir ses affaires. Il ne rentra en Angleterre que pour y épouser Anne Piele de Buttermere, et repartit pour la Jamaïque pour un emploi de directeur des mines de plomb de Liguanea. Son premier enfant naquit là-bas en 1739. En 1747, Wood fut nommé expert ès alliages auprès du gouverneur de Jamaïque.
En 1750, William Brownrigg (membre de la Royal Society depuis 1742) fit connaître les expériences de  Wood sur un métal qu’on nomma par la suite proprement platine : le mot (d’origine espagnole) ne désignait jusque-là que le rebut lourd et grisâtre tiré de l'extraction de l'argent à partir des minerais. Le métal que fit connaître Brownrigg avait été trouvé dans des sables aurifères de  Colombie, et était passé en contrebande de Carthagène en Jamaïque. Wood avait signalé le fait à Brownrigg en 1741. Les deux hommes établirent que ce métal était inerte aux attaques acides et n’était pas affecté par le procédé d'extraction de l'argent à partir du minerai de plomb.

### Les ateliers de Low Mill
Renfloué, Wood rentra en 1749 en Angleterre et monta une nouvelle forge (Low Mill) à Egremont dans le Cumberland. Ses associés étaient Peter How, William Hicks, et Gabriel Griffiths, un chaudronnier de Whitehaven.  Wood et How prirent en affermage des mines de charbon à Egremont, cependant que How, Griffiths, William Brownrigg et Joseph Bowes (un négociant) se lançaient dans l’exploitation des mines de fer. Wood consigna ses expériences sur l’élaboration du fer dans un memorandum :  reprenant d’abord la technique traditionnelle de raffinage qu'il tenait de son père, il se mit à refondre les rebuts de métal puis même les éclats de « fer cassant », sans doute une fonte brute.
En septembre 1754, Ch. Wood et son associé G. Griffiths firent le tour des Midlands, observant toutes les forges du pays.  Ils visitèrent les ateliers de fours à briques réfractaires de Stourbridge et la forge de son frère John Wood à Wednesbury. Ce dernier s’était lui aussi lancé dans la refonte des rebuts de fer et mettait en œuvre une technique de fonte en creuset.
En 1763, Charles et John Wood brevetèrent leur procédé de raffinage par martelage en creuset, que les historiens des techniques britanniques appellent potting and stamping.
En décembre 1763, la manufacture des tabacs de Peter How fit faillite, ainsi que les ateliers de chaudronnerie de Gabriel Griffiths et Robert Ross. On ignore ce qu'il advint par la suite de la forge de Low Mill ; toujours est-il qu’en 1789, les locaux étaient en ruines, et les frais de réparation étaient bien supérieurs aux revenus attendus de l'exploitation, si bien que le bail ne fut pas reconduit, mais Wood était parti depuis 1766 s'implanter à Merthyr Tydfil.

### Cyfarthfa

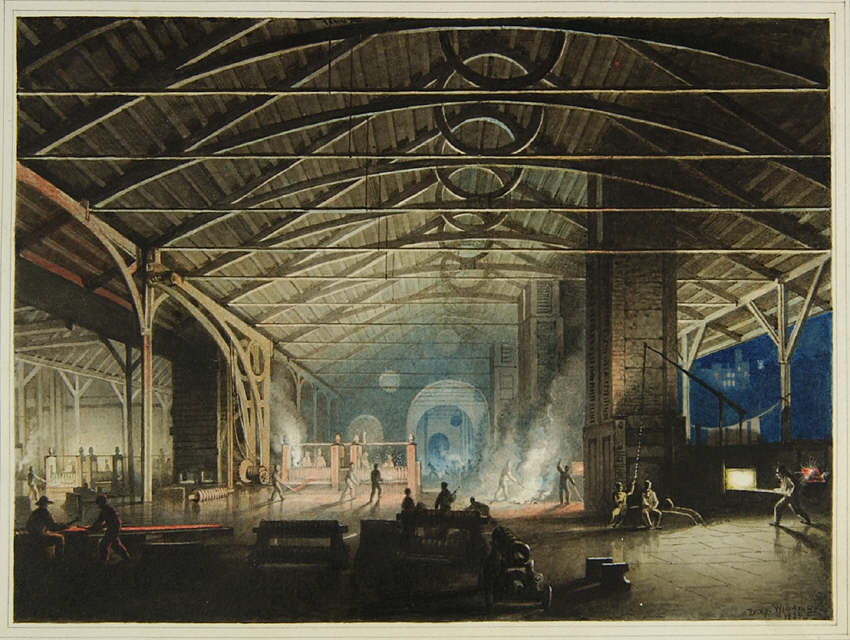
Les forges de Cyfarthfa vers 1825.

William Brownrigg et Anthony Bacon (un négociant de Whitehaven) avaient pris en affermage 16 km2 de terrain à Merthyr Tydfil pour y exploiter des mines de fer. Wood fut invité à monter une nouvelle forge pour leur propre compte ; il arriva à Merthyr au mois d’avril 1766. La forge de Cyfarthfa comportait six canules creusées depuis le lit de la Taff, alimentant un moulin à argile pour briques réfractaires, deux presses à emboutir, deux marteaux-pilon, et un foyer. Un haut-fourneau à air chaud permettait de maintenir le fer à température constante au cours du raffinage. Un banc de refroidissement pour les creusets et quelques dépendances complétaient cette usine de première génération.
Cet automne-là, Wood entreprit la construction d'un haut fourneau de  15 m, alimenté par un compresseur alternatif. Entretemps, comme il fallait approvisionner l'usine en fonte, Wood convainquit les propriétaires d’acquérir les Plymouth Ironworks. Wood retourna à son exploitation de Low Mill en janvier 1766, mais dès le mois d'avril, il était de retour à Merthyr Tydfil, où il exerça comme directeur de la forge jusqu’à sa mort en 1774. Sa veuve elle-même logea dans l’exploitation jusqu’à sa mort en 1799.

## Sources
- (en) Cet article est partiellement ou en totalité issu de l’article de Wikipédia en anglais intitulé « Charles Wood (ironmaster) » (voir la liste des auteurs).